# Jaden Michael
Jaden Michael (Nueva York, 5 de octubre de 2003) es un actor estadounidense. Es conocido por interpretar al joven Colin Kaepernick en la serie web Colin in Black & White (2021), que sigue los primeros años de Colin Kaepernick y su paso al cumplir la mayoría de edad. Interpretó el papel principal de Mickey Bolitar en la serie de Amazon Prime Video Harlan Coben's Shelter. También interpretó al Agente Otto en el episodio piloto de la serie de PBS/TVO Kids Odd Squad, aunque finalmente el papel le fue otorgado a Filip Geljo en el producto final.

## Biografía, primeros años y educación
Michael nació en 2003 de madre soltera. Pasó la mayor parte de su infancia en Nueva Jersey y Harlem. Se inscribió en Dwight Global Online School para obtener su diploma de escuela secundaria. Michael ha dicho: "Soy dominicano, soy negro, de ascendencia caribeña, y soy algo judío, porque la madre de la madre de mi madre es judía... así que técnicamente soy judío".

## Filmografía

### Como actor
| Título                 | Personaje        | Tipo                | Idioma original | Año original de lanzamiento | Referencias |
| ---------------------- | ---------------- | ------------------- | --------------- | --------------------------- | ----------- |
| Wonderstruck           | Jamie            | Película            | Inglés          | 2017                        | [ 4 ]       |
| Vampires vs. the Bronx | Miguel Martínez  | Película            | Inglés          | 2020                        | [ 5 ]       |
| Colin in Black & White | Colin Kaepernick | Serie de televisión | Inglés          | 2021                        | [ 6 ]       |
| Harlan Coben's Shelter | Mickey Bolitar   | Serie de televisión | Inglés          | 2023                        | [ 7 ]       |

### Como actor de doblaje
| Título          | Personaje | Idioma doblado | Idioma original | Año original de lanzamiento | Referencias |
| --------------- | --------- | -------------- | --------------- | --------------------------- | ----------- |
| The Bug Diaries | Lucas     | Inglés         | Inglés          | 2019-2020                   | [ 5 ]       |